# 機動戦士ガンダム (PlayStation 2)
『機動戦士ガンダム』（きどうせんしガンダム）は、2000年12月21日にバンダイより発売されたPlayStation 2用のアクションゲーム。
アニメ『機動戦士ガンダム』を原作としたキャラクターゲームである。

## 概要
バンダイのPlayStation 2参入第1弾ソフトであり、同ハード初のガンダムゲームであって、高い注目を浴びることとなった。しかし、同一のゲームシステムで地上戦と宇宙空間戦の両方を表現することが困難であったため、本作では地上戦のみに絞ったシステムとなる。そのため、ゲーム内で再現されているのは原作『機動戦士ガンダム』の前半から中盤（ジャブロー攻防戦まで）であり、序盤にあった宇宙戦（ルナツー前後のエピソード）はストーリーが説明されるだけで省略されている。
宇宙が舞台となる原作の終盤（映画『機動戦士ガンダムIII めぐりあい宇宙編』に相当する部分）は、続編『機動戦士ガンダム めぐりあい宇宙』に続くとの予告編がエンディング代わりに流れるが、開発が難航して実際に発売されたのは2003年9月4日である。
「ストーリーモード」を1度クリアすると、連邦軍とジオン軍のモビルスーツを自由に選択して敵と戦う「タクティクスバトルモード」が選択できるようになる。このモードではクリアをするたびに使用できるモビルスーツは増えていき、「ストーリーモード」に登場する機体の他、『機動戦士ガンダム0080 ポケットの中の戦争』『機動戦士ガンダム 第08MS小隊』のOVA作品や『機動戦士ガンダム外伝 THE BLUE DESTINY』『機動戦士ガンダム外伝 コロニーの落ちた地で…』のゲーム作品の各機体も登場する。
2005年2月17日に廉価版の『機動戦士ガンダムVer.1.5 GUNDAM THE BEST』が発売されている。

## 登場キャラクター

### 地球連邦軍
- アムロ・レイ（声 - 古谷徹）
- マチルダ・アジャン（声 - 戸田恵子）
- セイラ・マス（声 - 井上瑤）
- フラウ・ボゥ（声 - 鵜飼るみ子）
- ミライ・ヤシマ（声 - 白石冬美）
- リュウ・ホセイ（声 - 飯塚昭三）
- カイ・シデン（声 - 古川登志夫）
- ハヤト・コバヤシ（声 - 鈴木清信）
- ブライト・ノア（声 - 鈴置洋孝）
- オスカ・ダブリン（声 - 田中一成）
- スレッガー・ロウ（声 - 井上真樹夫）
- クリスチーナ・マッケンジー（声 - 林原めぐみ）
- シロー・アマダ（声 - 檜山修之）
- アニタ・ジュリアン（声 - 土井美加）
- モーリン・キタムラ（声 - 長沢美樹）

### ジオン公国軍
- シャア・アズナブル（声 - 池田秀一）
- ギレン・ザビ（声 - 銀河万丈）
- ガルマ・ザビ（声 - 森功至）
- ランバ・ラル（声 - 広瀬正志）
- クラウレ・ハモン（声 - 中谷ゆみ）
- ガイア（声 - 徳丸完）
- デニム（声 - 緒方賢一）
- マ・クベ（声 - 田中正彦）
- ボラスキニフ（声 - 池田勝）
- クラウン（声 - 戸谷公次）
- ララァ・スン（声 - 潘恵子）
- ジオン女性兵（声 - 荒木香恵）

### 民間人・その他
- カツ・ハウィン（声 - 白石冬美）※ノンクレジット
- レツ・コ・ファン（声 - 鵜飼るみ子）※ノンクレジット
- キッカ・キタモト（声 - 井上瑤）※ノンクレジット
- 兵士（声 - 千葉一伸、江川央生、菅原淳一、大川透、中嶋聡彦、宝亀克寿）
- ナレーション（声 - 永井一郎）

## 補足
- 初回版の購入者限定特典として、オリジナルテレホンカード、マ・クベの壷の陶器製ミニチュアと北米版プレイステーション用ゲームソフト『ガンダムバトルアサルト』の通販応募用紙が入っていた。(2001年1月31日締切りの期間限定)
- 「ストーリーモード」の合間に表示されるアニメムービーは『機動戦士ガンダム (セガサターン)』よりの流用。サンライズがゲーム用に制作した映像である。
- 「タクティクスバトルモード」で新モビルスーツが追加される際にはその機体に関連する人物が登場する本作オリジナルのムービーが流れる。エンディングに相当するムービーも存在し、連邦軍側はフラウ・ボウ、セイラ・マス、ミライ・ヤシマ、マチルダ・アジャン、クリスチーナ・マッケンジー、モーリン・キタムラの6名がプレイヤーを称えるもの、ジオン軍側はギレン・ザビ、キシリア・ザビ、シャア・アズナブル、ランバ・ラル、マ・クベ、黒い三連星、デニム曹長が一堂に会して「ジーク・ジオン」を連呼する。
- 「ストーリーモード」は基本的に原作通りに進行するが、2周目以降は条件によってガルマ・ザビが専用のザクに乗って登場するといった変化も生じる。
- ジャブロー戦で終了するため、「ストーリーモード」のラストボスはゾック。アニメ版とは違い、4本足にアレンジされたゲームオリジナルのデザインとなっている。
- 講談社の雑誌企画として行った懸賞品として「講談社8誌連合企画特別版」が配布された。当選本数は2001本となっていた。
- ゲーム『機動戦士ガンダム めぐりあい宇宙』の初回限定版には、本作のグラフィック面を向上させた『機動戦士ガンダムVer.1.5』が同梱された。なお、のちに発売された廉価版シリーズである『GUNDAM THE BEST』には、この『Ver.1.5』が採用されている。